# 崔業
崔業，字伯基，漢朝東萊侯，是秦大夫東萊侯崔意如之子。

## 生平
崔業的祖先是齊國的公族，源出於齊丁公的長子崔季子，其後世崔杼因家庭糾紛，一同執政的慶封趁虛而入，導致崔氏家破人亡。崔杼兒子崔明逃到魯國，即是崔業的先祖。崔業定居於清河東武城，子孫發展為清河崔氏。